# Prix P.C. Hooft

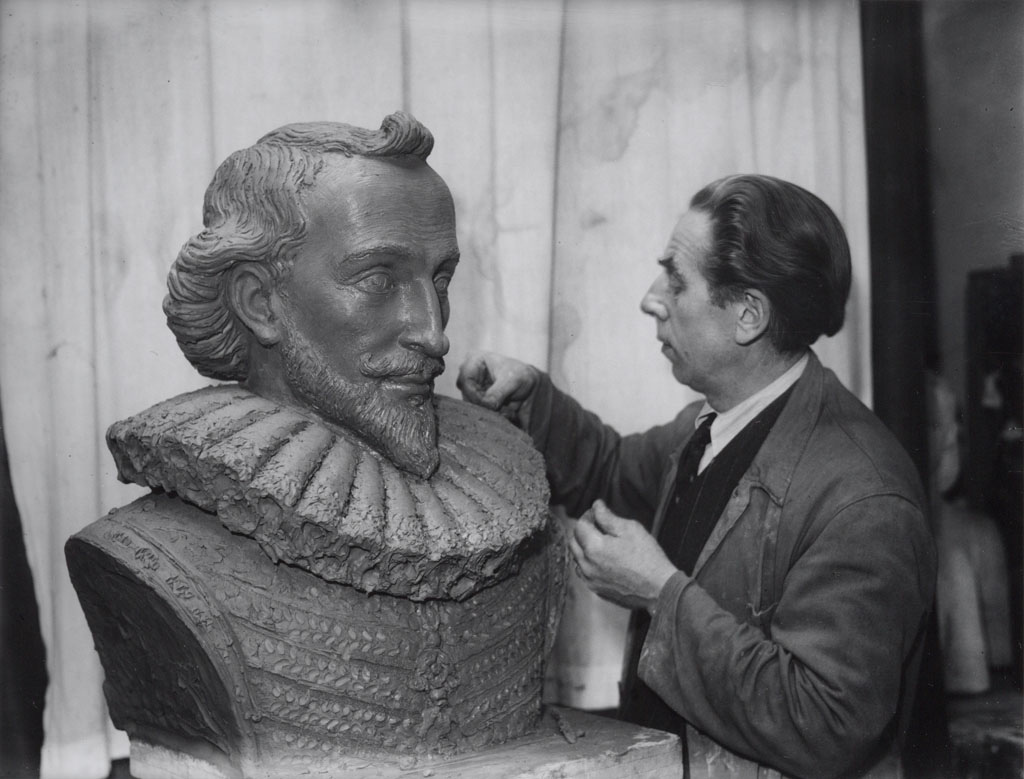
Le sculpteur Frits Sieger à l’œuvre sur le buste de P.C. Hooft (Amsterdam, 22 mars 1947).

Le prix P.C. Hooft est un important prix de littérature néerlandophone créé en 1947 en l’honneur de Pieter Corneliszoon Hooft, historien, écrivain et haut-fonctionnaire néerlandais. Il  est décerné une fois par an pour l'ensemble de l'œuvre d'un écrivain. Il récompense en alternance un auteur/autrice de prose, d'essais et de poésie.

## Historique
Le Prix P.C. Hooft fut créé par l’État néerlandais  en 1947 à l'occasion du 300e anniversaire de la mort de Pieter Corneliszoon Hooft  (15 mars 1581 - 21 mai 1647), historien, poète et dramaturge néerlandais aussi bien que haut fonctionnaire, sénéchal de Muiden et bailli de Naarden. Hooft introduisit le style de la Renaissance dans la littérature néerlandaise et sera une source d’inspiration pour maints auteurs après lui.
Jusqu’en 1984  ce prix fut remis par le ministère de la Culture sur la base de la recommandation d’un jury constitué pour l’occasion. Il était alors et jusqu'en 1955  décerné pour une œuvre spécifique; aujourd’hui, le prix récompense l'ensemble de l'œuvre du lauréat et est accompagné d’une bourse de 60 000 euros.
En 1984, les relations entre l’État néerlandais et le jury devinrent acrimonieuses  lorsque ce dernier proposa  son attribution à Hugo Brandt Corstius. Le ministre de la Culture de l'époque, Elco Brinkman (en) du parti CDA, refusa cette nomination en raison des critiques acerbes de Hugo Brandt Corstius envers le gouvernement et le premier ministre de l'époque, Ruud Lubbers. Pour cette raison, le prix  ne fut pas décerné cette année-là, suite à quoi le jury sélectionné pour l’année suivante se retira; il en fut de même en 1986.
Le dilemme fut résolu en 1987 par la création d’une fondation indépendante, la Stichting P.C. Hooft-prijs voor Letterkunde (Fondation du prix littéraire P.C. Hooft ). Le conseil d’administration de la fondation est formé de représentants de trois institutions littéraires nationales : la Maatschappij der Nederlandse Letterkunde (société littéraire néerlandaise), le PEN-centrum Nederland (association d’écrivains et écrivaines) et le Vereniging van Letterkundigen (association d’auteurs et traducteurs). Le premier prix fut attribué par ce conseil en 1987; son choix se porta à nouveau sur Hugo Brandt Corstius; par la suite un jury indépendant, renouvelé d’année en année, fut chargé de proposer le récipiendaire.
Un nouvel incident devait se produire en 2019 lorsqu’il fut révélé que les grands-parents du président du conseil, Gillis Dorleijn, s’étaient appropriés lors de la Deuxième Guerre mondiale des biens ayant appartenu  aux parents d’origine juive de Marga Minco, la récipiendaire proposée pour cette année-là. Il fut décidé que quelqu’un d’autre remettrait le prix à madame Minco. Pour sa part le président du conseil présenta des excuses publiques pour la conduite de ses grands-parents.
Depuis les débuts, la cérémonie de remise du prix a fréquemment eut lieu au château Muiderslot, château fort médiéval situé à Muiden en banlieue d’Amsterdam, bien qu’il se soit aussi tenu en d’autres endroits comme l’hôtel de ville de Rotterdam, le ministère de la Culture, le Stadsschouwburg d’Amsterdam et le Jeroen Bosch College. Depuis 1988, il est remis au musée de la Littérature (Literatuurmuseum) situé à La Haye.
En 1991, le prix fut attribué à la poétesse sud-africaine Elisabeth Eybers, habitant depuis 1961 aux Pays-Bas et ayant pris la nationalité néerlandaise, mais dont la poésie était écrite en afrikaans. Il fut alors décidé que la nationalité serait déterminée plutôt par le « passeport » que par la « langue ». Cet accord permettait aussi de résoudre le dilemme qui veut que les Flamands ne soient pas admissibles au prix, alors que les Frisons le sont.
La fondation décerne également deux autres prix : le prix Theo Thijssen pour la littérature destinée à la jeunesse remis tous les trois ans, et le prix Max Velthuijs pour les illustrations d’œuvres destinées à la jeunesse également remis tous les trois ans.
La médaille qui aurait dû être attribuée pour le prix en 1984 fut remise en janvier 2005 par le secrétaire d’État Medy van der Laan au Musée de la Littérature,. Le directeur du musée parla alors d’un moment historique dans l’histoire de ce prix littéraire.

## Lauréats
- 2025 –  Maarten 't Hart

- 2024  – Astrid Lampe (en)[6]

- 2023 – Tijs Goldschmidt

- 2022 — Arnon Grunberg[7]

- 2021 — Alfred Schaffer[8]

- 2020 — Maxim Februari

- 2019 — Marga Minco

- 2018 — Nachoem Wijnberg (en)

- 2017 — Bas Heijne[9]

- 2016 Astrid Roemer[10]

- 2015 — Anneke Brassinga (en)

- 2014 — Willem Jan Otten

- 2013 — A. F. Th. van der Heijden (en)

- 2012 — Tonnus Oosterhoff (en)

- 2011 — Henk Hofland (en)

- 2010 — Charlotte Mutsaers

- 2009 — Hans Verhagen (en)

- 2008 — Abram de Swaan (en)

- 2007 — J.M.A. Biesheuvel

- 2006 — H. C. ten Berge (en)

- 2005 — Frédéric Bastet (nl)

- 2004 — Cees Nooteboom

- 2003 — H. H. ter Balkt

- 2002 — Sem Dresden

- 2001 — Gerrit Krol

- 2000 — Eva Gerlach (en)

- 1999 — Arthur Lehning

- 1998 — F.B. Hotz (nl)

- 1997 — Judith Herzberg

- 1996 — K. Schippers

- 1995 — Albert Alberts

- 1994 — J. Bernlef

- 1993 — Gerrit Komrij

- 1992 — Anton Koolhaas (en)

- 1991 — Elisabeth Eybers

- 1990 — Kees Fens (en)

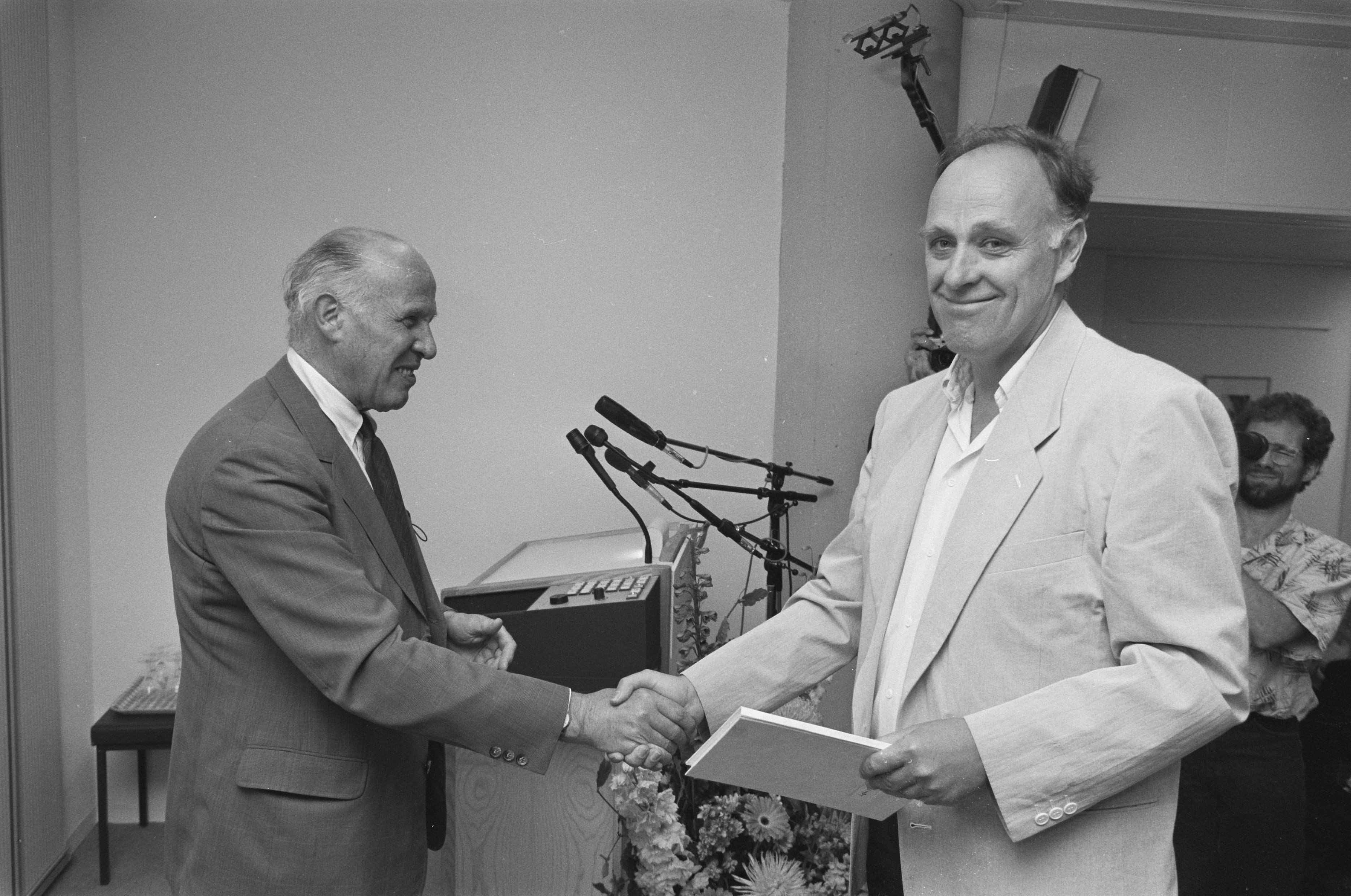
Hugo Brandt Corstius (1987)

- 1989 — Jan Wolkers (Prix refusé par le lauréat)

- 1988 — Rutger Kopland

- 1987 — Hugo Brandt Corstius

- 1986 — non décerné

- 1985 — non décerné

- 1984 — décerné, mais non remis (voir l'article)

- 1983 — Hella S. Haasse

- 1982 — M. Vasalis

- 1981 — Karel van het Reve

- 1980 — Willem Brakman

- 1979 — Ida Gerhardt (en)

- 1978 — Cornelis Verhoeven (en)

- 1977 — Harry Mulisch

- 1976 — Remco Campert

- 1975 — Rudy Kousbroek

- 1974 — Simon Carmiggelt

- 1973 — Hendrik de Vries

- 1972 — Abel J. Herzberg

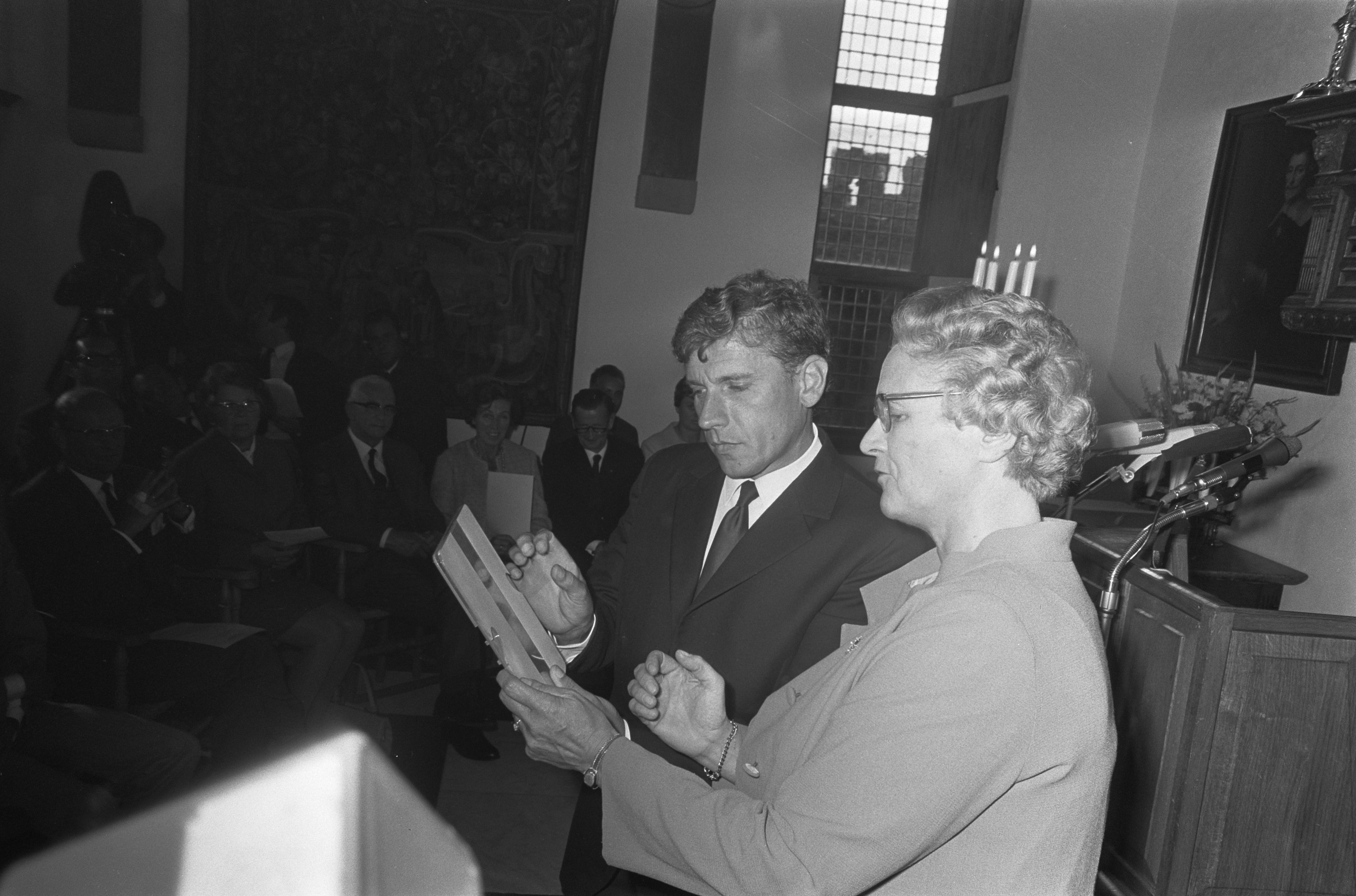
Gerard Reve (1968)

- 1971 — Willem Frederik Hermans (Prix refusé par le lauréat)

- 1970 — Gerrit Kouwenaar

- 1968 — Gerard Kornelis van het Reve

- 1967 — Lucebert

- 1966 — Anton van Duinkerken

- 1965 — non décerné

- 1964 — Leo Vroman (en)

- 1963 — Frits van der Meer (nl)

- 1962 — Theun de Vries

- 1961 — H.W.J.M. Keuls (nl)

- 1960 — Victor E. van Vriesland

- 1959 — non décerné

- 1958 — Pierre Kemp (en)

- 1957 — Pieter Geyl

- 1956 — Anna Blaman

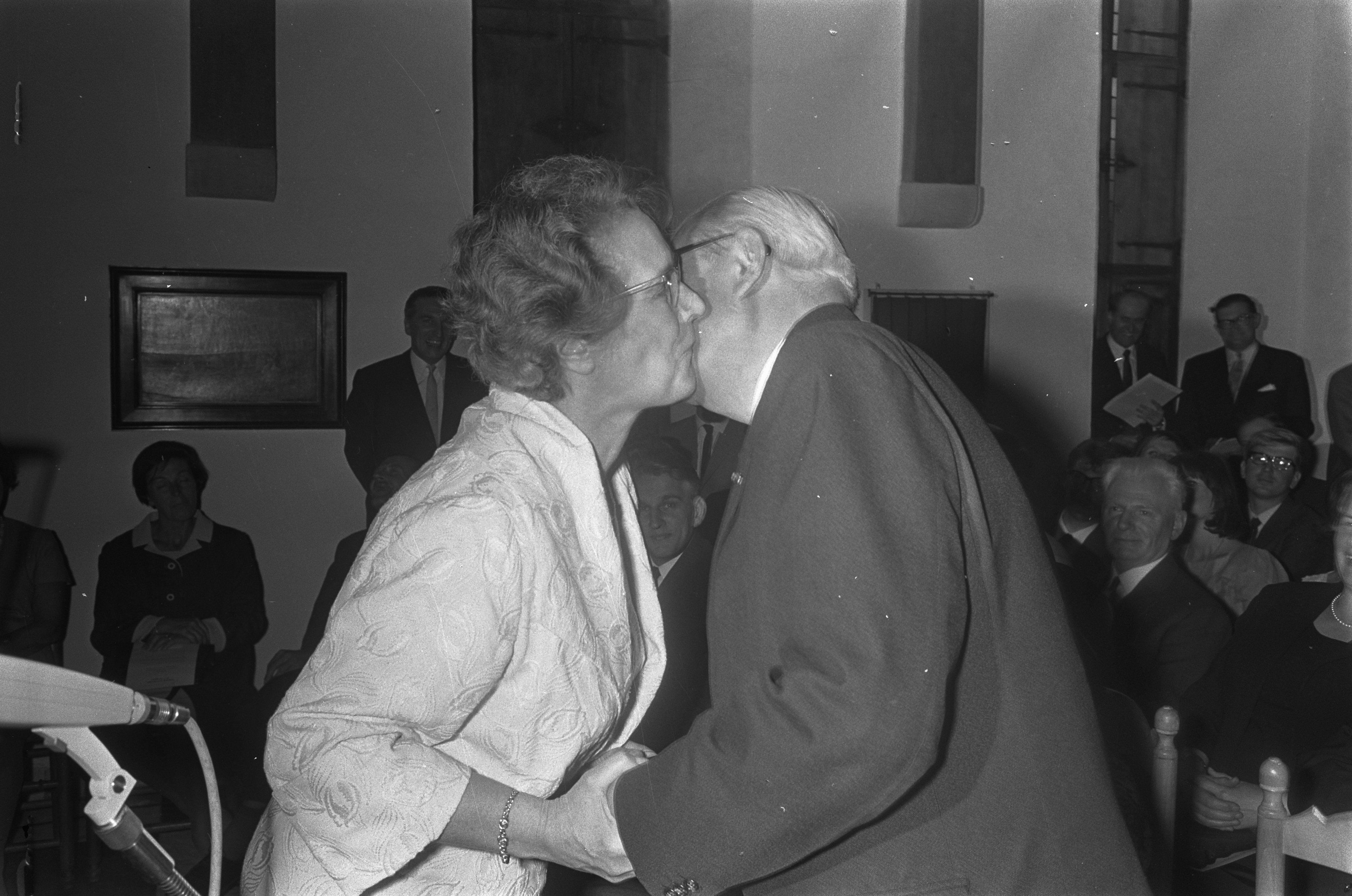
Anton van Duinkerken (1966)

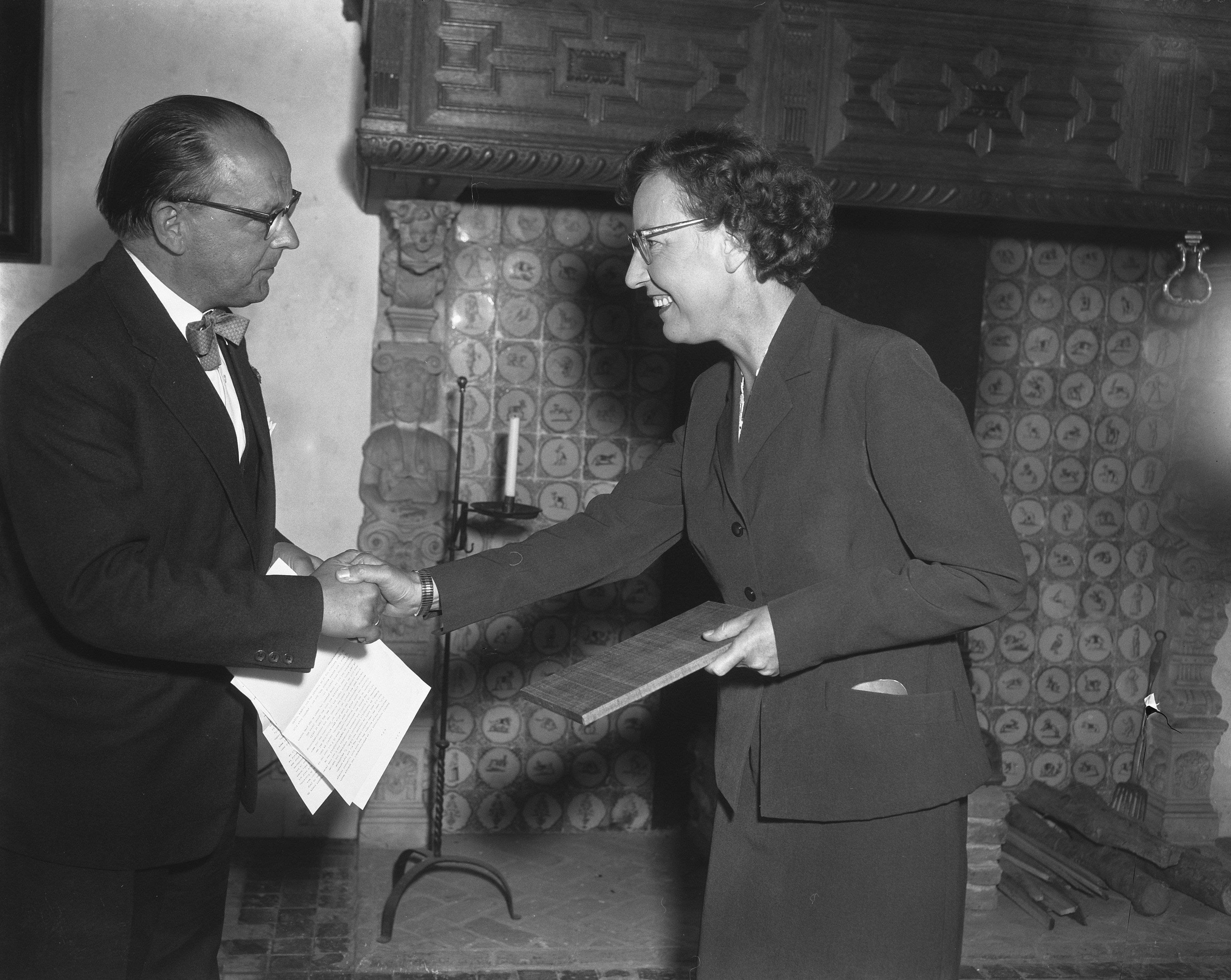
Anna Blaman (1956)

- 1955 — Adriaan Roland Holst pour Late telgen

- 1954 — Ludovicus Rogier pour In vrijheid herboren. Katholiek Nederland 1853 (hoofdstukken I, II, IV)

- 1953 — Ferdinand Bordewijk pour Studiën in de volksstructuur et De doopvont

- 1952 — J.C. Bloem pour Avond

- 1951 — E.J. Dijksterhuis pour De mechanisering van het wereldbeeld (nl)

- 1950 — Simon Vestdijk pour De vuuraanbidders

- 1949 — Gerrit Achterberg pour En Jezus schreef in 't zand

- 1948 — Bram Hammacher (nl) pour Eduard Karsen en zijn vader Kaspar

- 1947 — Arthur van Schendel pour Het oude huis

- 1947 —Amoene van Haersolte (en) pour Sophia in de Koestraat